# Высадка на Эмирау
Высадка на Эмирау (англ. Landing on Emirau) — заключительная операция, состоявшаяся 20 марта 1944 года в ходе крупномасштабной операции «Картуил», организованной генералом США Дугласом Макартуром с целью окружения японской базы в Рабауле. 
На остров высадились 4 тысячи морских пехотинцев КМП США 20 марта 1944 года, однако на острове не было найдено следов присутствия японцев. Остров был захвачен без боя и преобразован в авиабазу, которая стала финальным звеном в цепочке авиабаз, окружавших Рабаул. Изоляция Рабаула позволила Макартуру обратить внимание на западное направление и начать продвижение вдоль северного побережья Новой Гвинеи в сторону Филиппин.

## Предыстория

### Стратегия
В феврале 1943 года генерал Дуглас Макартур представил Объединённому комитету начальников штабов план «Элктон» по продвижению к японской базе Рабаул. В этой «схеме манёвров» предпоследней стадией являлся захват города Кавиенг — важного поста наблюдения за авиацией, курсирующей между островами Трук и Рабаулом. Союзная оккупация Кавиенга могла бы перерезать этот маршрут снабжения и изолировать Рабаул. Победа в сражении за острова Адмиралтейства стала толчком для Объединённого комитета к признанию ускорения хода операций в Тихом океане. Они спрашивали мнения командующих театром. 5 марта 1944 года, имея в распоряжении подробную информацию о дислокации японских войск и их действий, полученную за счёт перехвата криптографических материалов японцев в ходе боёв за Сио, Макартур рекомендовал отказаться от атаки на Ганзейский залив и предпочесть продвижение вдоль побережья Новой Гвинеи в направлении Холландии. Однако поскольку базирующаяся на земле авиация при имеющейся дальности полётов не могла в этом участвовать, он предложил использовать авианосцы Тихоокеанского флота ВМС США под командованием адмирала Честера Нимица, которые должны были взять под контроль остров Манус и Кавиенг и обеспечивать воздушное прикрытие до тех пор, пока наземная авиация не подберётся поближе. Адмирал Нимиц после совещания в Вашингтоне отказался принимать это предложение и отправлять авианосцы на юго-западный участок Тихоокеанского театра военных действий, опасаясь, что это нарушит дальнейшие планы ведения войны на Тихом океане. Объединённый комитет военных планов США обсудил эти альтернативы и порекомендовал Объединённому комитету начальников штабов добраться до Холландии к 15 апреля, а Кавиенг не атаковать.
Начальник штаба Макартура генерал-лейтенант Ричард Сазерленд, представлявший Макартура в Объединённом комитете начальников штабов, настойчиво выступал против оставления Кавиенга, который он рассчитывал взять 1 апреля без каких-либо задержек во вред другим операциям. Разгорелись споры о том, насколько опасна японская база в Кавиенге. Нимиц считал, что в результате сражения у атолла Эниветок острова Трук должны были бы оказаться под угрозой постоянных атак, а перелёты в Рабаул стали бы невозможными. 12 марта Макартур и Нимиц получили приказы об отмене операции «Форарм» по захвату Кавиенга, а также распоряжения «завершить изоляцию зоны Рабаул—Кавиенг с минимальным использованием силы». По мнению командования Южно-Тихоокеанским районом адмирала Уильяма Холси, «сама география района просила найти другой путь». Получив от Макартура приказ свернуть планы по захвату Кавиенга и обратить внимание на Эмирау, Холси отдал распоряжение вице-адмиралу Теодору Уилкинсону, командиру 3-й амфибийной группировки, занять 20 марта Эмирау.

### Географическое положение

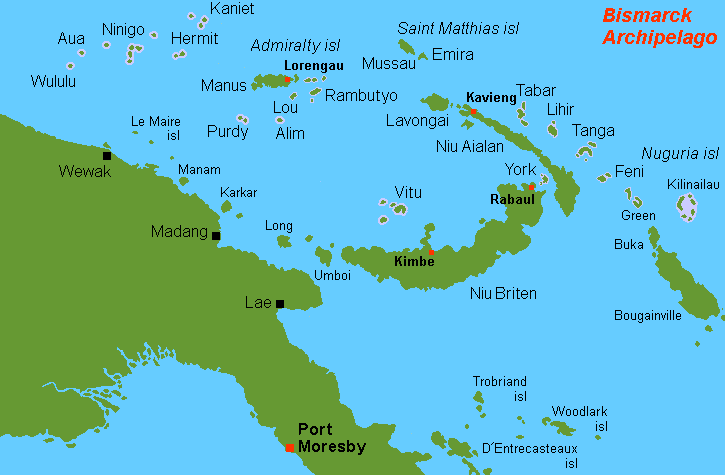
Архипелаг Бисмарк

Эмирау — остров в архипелаге Бисмарка, находящийся в юго-восточной части островов Сент-Маттиас, в 40 км от острова Муссау и 140 км от Кавиенга. Длина острова составляет 13 км, ширина — 3,2 км, холмистый рельеф, густая растительность. В глубине острова находится плато площадью 36 га. Тропический климат, высокая влажность и большое количество осадков. На северо-западном побережье — гавань в Гамбургском заливе. На момент войны на острове проживало около 300 местных жителей, однако по данным разведки, японцы остров не занимали. Эмирау был выбран в качестве идеального места для авиабазы и базы торпедных катеров. 16 марта фоторазведка подтвердила, что на острове не было вражеских объектов, присутствие японцев не подтверждалось ничем.

## Подготовка

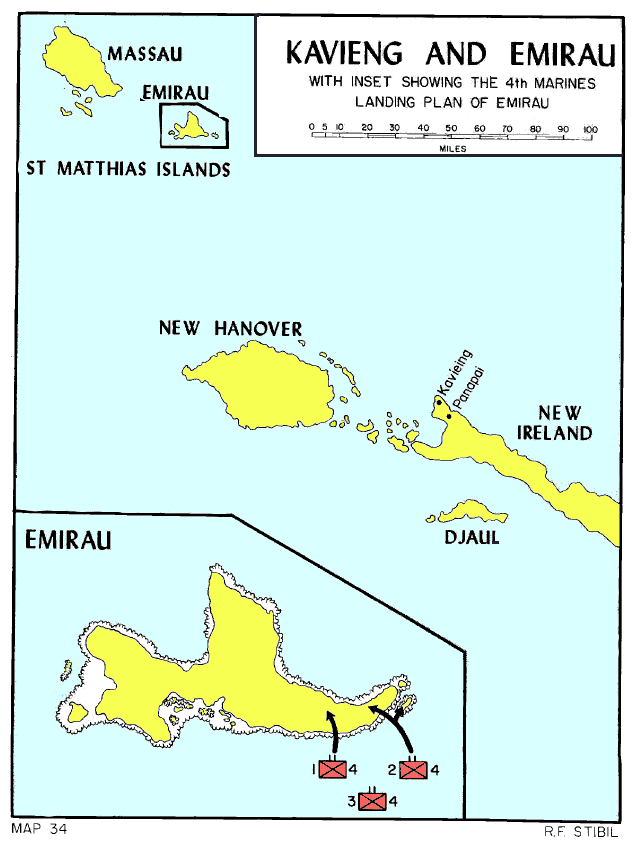
Высадка на Эмирау

15 марта Уилкинсон, находившийся на Гуадалканале, получил сообщение Холси. К этому моменту корабли загружались и готовились ко вторжению на Кавиенг, запланированному на 18 марта. Операцией руководил генерал-майор Армии США Рой Гейгер, командир 1-го амфибийного корпуса, куда входили 40-я пехотная дивизия и 3-я дивизия КМП, усиленная 4-м полком. Для высадки на Эмирау американцы выделили 4-й полк морских пехотинцев, которым командовал подполковник Алан Шепли; роту C 3-го амфибийного тракторного батальона; роту A (среднюю) 3-го танкового батальона, оснащённую танками «Шерман»; роту сапёров 2-го батальона 19-го полка морской пехоты; отделения связи, снабжения и моторного транспорта; зенитную артиллерию 14-го батальона обороны. 4-й полк морской пехоты впервые участвовал в боях с момента его разгрома в битве за Коррехидор: он был воссоздан 1 февраля 1944 года на основе четырёх батальонов Рейдеров КМП. Командовать всей операцией был назначен коммодор Лоуренс Райфснайдер. Бригадный генерал Альфред Ноубл, заместитель командира 3-й дивизии КМП, возглавил экспедиционные силы; ему как желавшему возглавить гарнизон острова предоставили небольшое сопровождение из 1-го амфибийного корпуса и 3-й дивизии КМП. Воздушную поддержку оказывали силы под командованием полковника Уильяма Маккитрика, но лишь небольшая часть от тех, что готовились ко вторжению на Кавиенг.
На Эмирау не ожидалось встретить сопротивления, однако американским войскам обеспечивалась мощная морская и воздушная поддержка. Силы прикрытия под командованием вице-адмирала Роберта Гриффина включали в себя линкоры «Нью-Мексико», «Миссисипи», «Айдахо» и «Теннесси», эскортные авианосцы «Манила Бэй» и «Натома Бэй» и 15 эсминцев. Эти войска собирались обстрелять Кавиенг и его окрестности. Всего было выпущено 1079 снарядов калибром 14 дюймов и 12281 снаряд калибром 5 дюймов. К несчастью, вице-адмирал японцев Рюкити Тамура осознал, что ожидаемое вторжение союзников было неизбежным, и приказал убить всех пленных европейцев в Кавиенге. Из них как минимум 25 погибли во время резни, а шестеро исполнителей в 1947 году предстали перед судом за свои преступления. Тамура был повешен в тюрьме Стэнли 16 марта 1948 года.

## Ход операции
Штурмовые силы разделились на два эшелона. Морские пехотинцы из двух штурмовых батальонов: 1-й и 2-й батальоны 4-го полка морской пехоты прибыли на девяти средних десантных кораблях, пока остальные войска высаживались на больших десантных кораблях «Эппинг Форест», «Ганстон Холл» и «Линденвальд», а также на вооружённом транспорте «Коллауэй». На одном из больших десантных кораблей были 66 LVT для перемещения по неровной поверхности острова, на другом — три LCT (танко-десантных судна), два из которых были загружены танками, а на третьем — три LCT с радарными установками и зенитными орудиями.

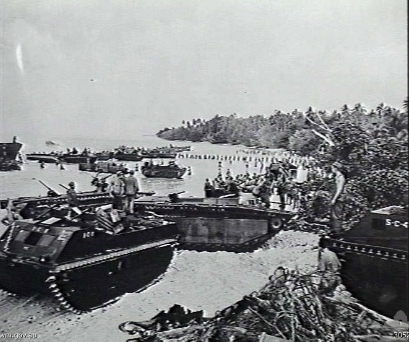
Поставка припасов морским пехотинцам

20 марта в 6:05 группа атаки прибыла в зону высадки. Были спущены LVT, и штурмовые части забрались в плавающие тракторы, добравшись до них на средних десантных кораблях при поддержке «Коллуэя», а самолёты F4U Corsair из 218-й истребительной эскадрильи совершили вылет, чтобы проверить остров на присутствие вражеских войск. Согласно плану, войска начали высадку. Вскоре прибыли суда 3-го резервного батальона, и моряки высадились на сушу. Единственной проблемой, с которой столкнулись американцы, были LCT, которых пришлось тащить при помощи канатов, поскольку у одного из больших десантных кораблей вышел из строя механизм выгрузки. Пока ещё один отряд собирался оккупировать остров Эломусао и занять пляж, плавучие тракторы и эсминец открыли огонь из-за подозрительных действий: осколком был ранен один солдат. По счастью, никто больше не пострадал, а местные жители сообщили о том, что японцы ушли с острова два месяца тому назад, оставив небольшой отряд на Муссау. В 11:00 началась поставка припасов со средних десантных кораблей, а затем с «Коллуэя». 3727 солдат и 844 тонны груза уже были на острове к поздней ночи, когда корабли ушли. В течение месяца на остров высадились 18 тысяч человек, было доставлено 44 тысячи тонн груза.
Разведка сообщила, что на Муссау находились топливо и продовольствие японских войск, а на соседнем острове ещё и была радиостанция. 23 марта эсминцы обстреляли эти районы, а 27 марта эсминец перехватил в 64 км к югу от Муссау каноэ с японцами. Те открыли огонь по кораблю, но эсминец уничтожил лодку: весь её экипаж погиб. Это было единственное сражение в ходе операции в районе островов Сент-Маттиас.

## Строительство базы
Инженеры-строители ВМС США из 18-го строительного полка, начали возводить базу. В состав полка вошли 27-й, 61-й и 63-й строительные батальоны, 17-й отдельный батальон, прибывший с 25 по 30 марта, и 77-й строительный батальон, прибывший 14 апреля. 27-й стройбат возвёл базу торпедных катеров, сухой док для LCT и дороги. 61-й стройбат построил дома для солдат, склад боеприпасов, взлётно-посадочную полосу и здания на базе катеров, а также лесопилку. 63-й стройбат помогал при строительстве лесопилки, дорог, лагерей, зданий в гавани, складов и хранилищ для топлива. 77-й стройбат отвечал за строительство рулёжных дорожек и ремонтных мастерских, а 88-й работал над полосами, дорогами, радарной станцией и дамбой в восточной части острова.
Были построены два аэродрома: Иншор и Норт-Кейп. Их ВПП для бомбардировщиков имели длину 2100 м и ширину 91 м. Первый аэродром мог принимать 210 истребителей или лёгких бомбардировщиков, второй — до 84 тяжёлых бомбардировщиков. Оба были оснащены всеми башнями, прожекторами и аптеками. На аэродромах были три топливохранилища объёмом 1400 т и 19 топливохранилищ объёмом 140 т со всеми возможностями дозаправки. Резервы составляли 5500 т. Были возведены три госпиталя: военно-морской госпиталь на 100 коек, полевой госпиталь 24-й армии на 160 коек и 7-й госпиталь на 150 коек. В Гамбургском заливе можно было принять до пяти капитальных кораблей. В порту были восемь кранов, поднимавших груз до 1200 м³, занимали площадь в 37 тысяч м². Порт мог принять до 910 м³ груза (800 т) в день. Все здания соединяли дороги протяжённостью 64 км, устойчивые к любой погоде. К августу вся работа была завершена, ответственность за проверку взяла на себя 502-я техническая группа строительных батальонов. В декабре они покинули остров.

## Гарнизон
11 апреля 1944 года 4-й полк Корпуса морской пехоты США покинул гарнизон, его заменил 147-й пехотный полк. Командиром гарнизона стал генерал-майор Джеймс Мур, командовавший ранее 1-м крылом КМП. Позже 147-й полк был сменён в июне 369-м пехотным полком. В августе генерал Макартур сообщил, что ответственность за содержание базы нужно будет переложить затем на вооружённые силы Австралии. 8-й пехотный батальон Армии Австралии занял гарнизон острова 30 сентября, где их встретили представители административной группы Австралийской Новой Гвинеи, находившиеся на острове с мая. 12-я авиагруппа КМП совершала свои вылеты с Эмирау до декабря, пока не перебазировалась на Лейте, а базу заняли эскадрильи Королевских ВВС Новой Зеландии. 20 марта 1945 года генерал Макартур приказал сократить гарнизон до одной роты 8-го батальона, а в июне 1945 года и он покинул остров. В тот же месяц 502-я техническая группа отправилась на остров Манус. Королевские ВВС Новой Зеландии держали на острове разведывательную бомбардировочную эскадрилью до июля 1945 года и истребительную эскадрилью до августа 1945 года, пока все войска не покинули остров.